# Willem van der Does (psycholoog)
Adriaan Jan Willem (Willem) van der Does (1960) is een Nederlands klinisch psycholoog. Hij studeerde psychologie aan de Universiteit Leiden, en promoveerde in 1994 aan de Universiteit van Amsterdam op het proefschrift Symptomatology and cognition in recent onset schizophrenia. In 1990 werd hij universitair docent, en in 2004 hoogleraar aan de Universiteit Leiden. In 2005 hield hij zijn inaugurele rede Has everyone won and must all have prizes?. Sinds 2019 is hij ook directeur volwassenenzorg van LUBEC, het Leids Universitair Behandel- en Expertisecentrum.
Sinds 2004 schreef hij zes populair-wetenschappelijke boeken, schreef hij columns voor universitair weekblad Mare, wetenschapsmagazine KIJK en maandblad ZIN en sprak hij columns voor BNR Nieuwsradio.
Hij begeleidde tot 2024 circa twintig promovendi, onder andere met steun van een VICI-subsidie van de Nederlandse Organisatie voor Wetenschappelijk Onderzoek. In 2011 was hij promotor van een eredoctoraat voor tekenaar en schrijver Peter van Straaten. 